# Igreja Matriz de Sines
A Igreja Matriz de Sines, igualmente conhecida como Igreja de São Salvador, é um monumento religioso na cidade da Sines, na região do Alentejo, em Portugal. O primeiro santuário cristão neste local foi uma basílica do século VI, que na Idade Média foi substituída por uma igreja gótica. Este templo foi totalmente reconstruído no século XVIII, ganhando a aparência presente.

Vista da Igreja Matriz, no lado direito, e da Capela da Misericórdia, no lado esquerdo.

## Descrição
O imóvel situa-se junto ao Largo Poeta Bocage, perto de outros monumentos de Silves, como o castelo, a estátua de Vasco da Gama, a Capela da Misericórdia, e o Centro Cultural Emmerico Nunes.
Integra-se em geral na vertente joanina do Barroco, embora a estrutura, principalmente a fachada, demonstrem uma forte influência do estilo chão. Possui uma só nave, com várias capelas laterais, e uma capela baptismal no lado do Evangelho, onde foram encontrados vestígios da igreja medieval. As capelas laterais têm cobertura em arco de volta perfeita, e contam com retábulos decorados com talha dourada e policromada, que se enquadram em vários estilos, como o barroco e o neoclássico.
O altar-mor possui um  um tabernáculo do Santíssimo Sacramento, e um retábulo do século XIX. As paredes estão forradas por azulejos figurativos setecentistas, retratando os quatro Evangelistas, o Salvador do Mundo e uma alegoria eucarística. Na cobertura encontra-se um painel da autoria de Emmerico Nunes. No interior também se destacam as várias imagens de São João Baptista, Nossa Senhora da Graça, Santa Catarina e de Senhor Jesus das Almas.

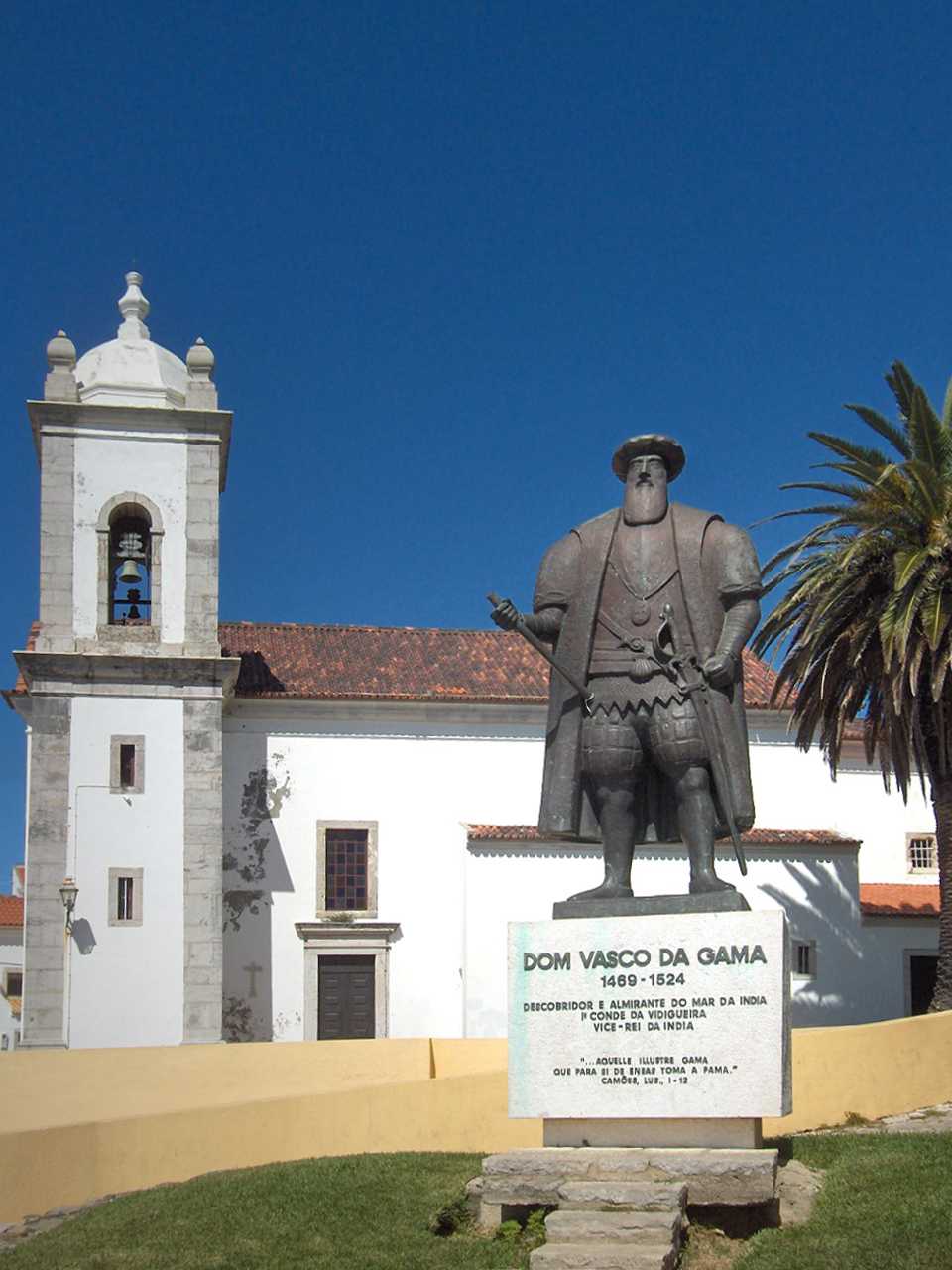
Estátua de Vasco da Gama, vendo-se ao fundo a Igreja Matriz.

## História
O primeiro santuário cristão existente neste local terá sido uma basílica paleocristã do século VI.
Isto está em linha com as teorias avançadas por vários autores, segundo os quais existiu um templo cristão sensivelmente no local da igreja, provavelmente no século VII ou durante o período moçárabe. Parte da estrutura deste santuário primitivo foi depois reaproveitada nas muralhas do castelo.
Durante a Idade Média, foi substituída por uma nova igreja, no estilo gótico. Foi aqui que Vasco da Gama fez a sua cerimónia de prima tonsura em 1480, pelo Bispo de Safim. Durante trabalhos arqueológicos no Largo Poeta Bocage foram encontrados os vestígios de uma área de necrópole, associada à antiga igreja de São Salvador, e que utilizada principalmente durante o século XIII e os princípios do XVII. As sepulturas eram quase totalmente escavadas no solo arenoso, tendo sido identificados alguns elementos ligados a técnicas de tortura e punição, mas também indícios de práticas supersticiosas. A sepultura n.º 11 mereceu uma especial atenção devido ao seu espólio, uma vez que continha os vestígios de um indivíduo de origem africana, além de um rico espólio numismático, indiciando que poderia ter estado associado ao tráfego de escravos para Portugal e a América do Sul, podendo ter sido um homem livre que seria muito abastado aquando do seu falecimento. Além do espólio osteológico e monetário, no local também foram encontrados fragmentos de cerâmica comum e vidrada, e vestígios de fauna malacológica, mamalógica e ictiológica. Foram igualmente recolhidos alguns materiais romanos, como peças em terra sigillata, adornos e ânforas.
Em 1591 foram feitas escavações na área da foz da Ribeira da Junqueira, tendo sido encontrados os vestígios humanos e outras peças numa anta pré-histórica, que foram erroneamente considerados como as relíquias de São Torpes, e preservados na Igreja Matriz. Porém, quando o historiador José Leite de Vasconcelos investigou as supostas relíquias nos princípios do século XX, estas não se encontravam na Igreja Matriz, mas na Capela da Misericórdia.
Nos princípios do século XVIII, o santuário já não tinha capacidade para acolher os crentes, pelo que foi alvo de profundas obras de remodelação com a anuência da Ordem de Santiago. Os trabalhos começaram na década de 1730, enquanto que a instalação dos elementos decorativos prolongou-se até meados da centúria. Esta intervenção terá sido coordenada por João Antunes, que era arquitecto da Mesa da Consciência e Ordens, ou por um colaborador seu. Desta forma, ganhou uma configuração que pode ser integrada no barroco joanino.
A igreja foi danificada pelo Sismo de 1755, levando à realização de trabalhos de restauro.
Em 18 de Janeiro de 2011, a autarquia de Sines informou que já se tinham iniciado as intervenções de requalificação nos espaços pedonais envolventes ao Castelo, no âmbito do Programa de Acção para a Regeneração Urbana de Sines, que iria incluir o local do antigo cemitério, compreendendo a área entre a Igreja Matriz e a estátua de Vasco da Gama.
Foi classificada como Monumento de Interesse Público pela Portaria n.º 449, de 30 de Maio de 2014. Em 2013 o Largo Poeta Bocage foi alvo de trabalhos arqueológicos de acompanhamento, no âmbito do programa de Requalificação da Avenida Vasco da Gama, tendo-se descoberto uma área de necrópole associada à antiga Igreja de São Salvador.

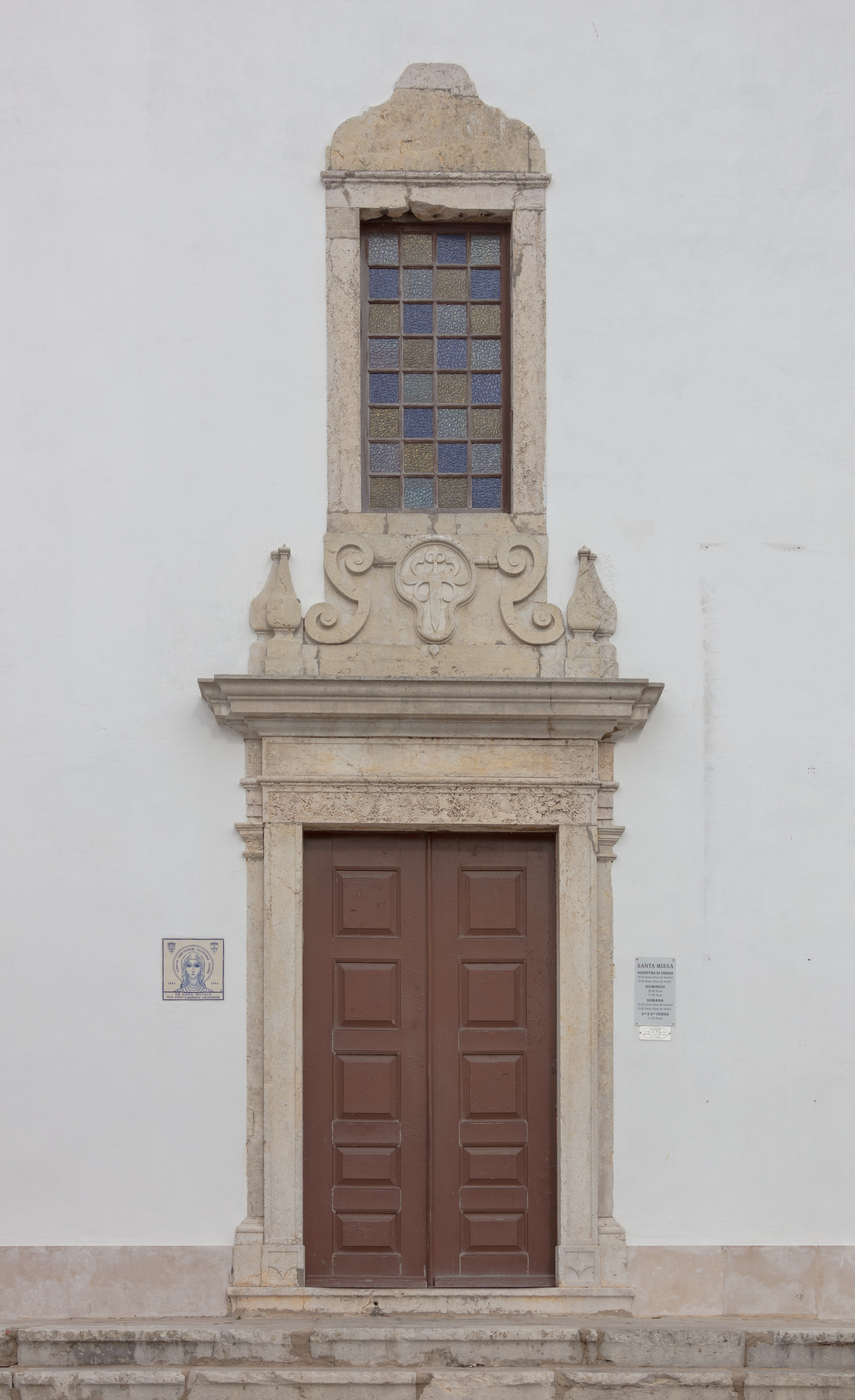
Pormenor do portal principal da igreja.